# Icacinaceae
Icacinaceae é o nome botânico de uma família de plantas dicotiledóneas. Esta família é composta por 400 espécies repartidas em 52 géneros.
São plantas de porte arbóreo ou arbustivo, também em forma de lianas, que podem ser encontradas em regiões subtropicais a tropicais.
A classificação filogenética situa esta família na base das euasterídeas I, próximo das Garryales.
A classificação do Sistema APG IV coloca esta família na divisão Magnoliophyta, classe Magnoliopsida, ordem Icacinales. 

## Posicionamento
- clado das asterídeas (em inglês, "asterids")
  - ordem Cornales
  - ordem Ericales
  - clado das lamiídeas ou euasterídeas I (em inglês, "euasterids I" ou "lamiids")
    - ordem Boraginales
    - ordem Icacinales
    - ordem Metteniusales
    - ordem Vahliales
    - ordem Garryales
    - ordem Gentianales
    - ordem Lamiales
    -  ordem Solanales

  -  clado das campanulídeas ou euasterídeas II (em inglês, "euasterids II" ou "campanulids")
    - ordem Apiales
    - ordem Aquifoliales
    - ordem Asterales
    - ordem Bruniales
    - ordem Dipsacales
    - ordem Escalloniales
    -  ordem Paracryphiales

## Lista de géneros
Alsodeiopsis, Apodytes, Calatola, Cantleya, Casimirella, Cassinopsis, Chlamydocarya, Citronella, Codiocarpus, Dendrobangia, Desmostachys, Discophora, Emmotum, Gastrolepis, Gomphandra, Gonocaryum, Grisollea, Hartleya, Hosiea, Icacina, Iodes, Irvingbaileya, Lasianthera, Lavigeria, Leptaulus, Leretia, Mappia, Mappianthus, Medusanthera, Merrilliodendron, Miquelia, Natsiatopsis, Natsiatum, Nothapodytes, Oecopetalum, Ottoschulzia, Pennantia, Phytocrene, Pittosporopsis, Platea, Pleurisanthes, Polycephalium, Polyporandra, Poraqueiba, Pseudobotrys, Pyrenacantha, Rhaphiostylis, Rhyticaryum, Sarcostigma, Stachyanthus, Stemonurus, Whitmorea.
Segundo ITIS:
- Icacina Adr. Juss.
- Mappia Jacq.
- Merrilliodendron Kanehira
- Ottoschulzia Urban
- Stemonurus Blume